# Toyota Previa
Toyota Previa – samochód kompaktowy (minivan) produkowany przez japońskiego producenta samochodów, firmę Toyota od 1990 roku. Znany również pod nazwami Toyota Estima (na rynek japoński) oraz w Australii jako Toyota Tarago. Występuje w wersjach cztero- i pięciodrzwiowych oraz wyposażony w silnik benzynowy o pojemności 2,4 lub 3,5 litra (3. generacja).

## Historia modelu

### 1990 – Pierwsza generacja

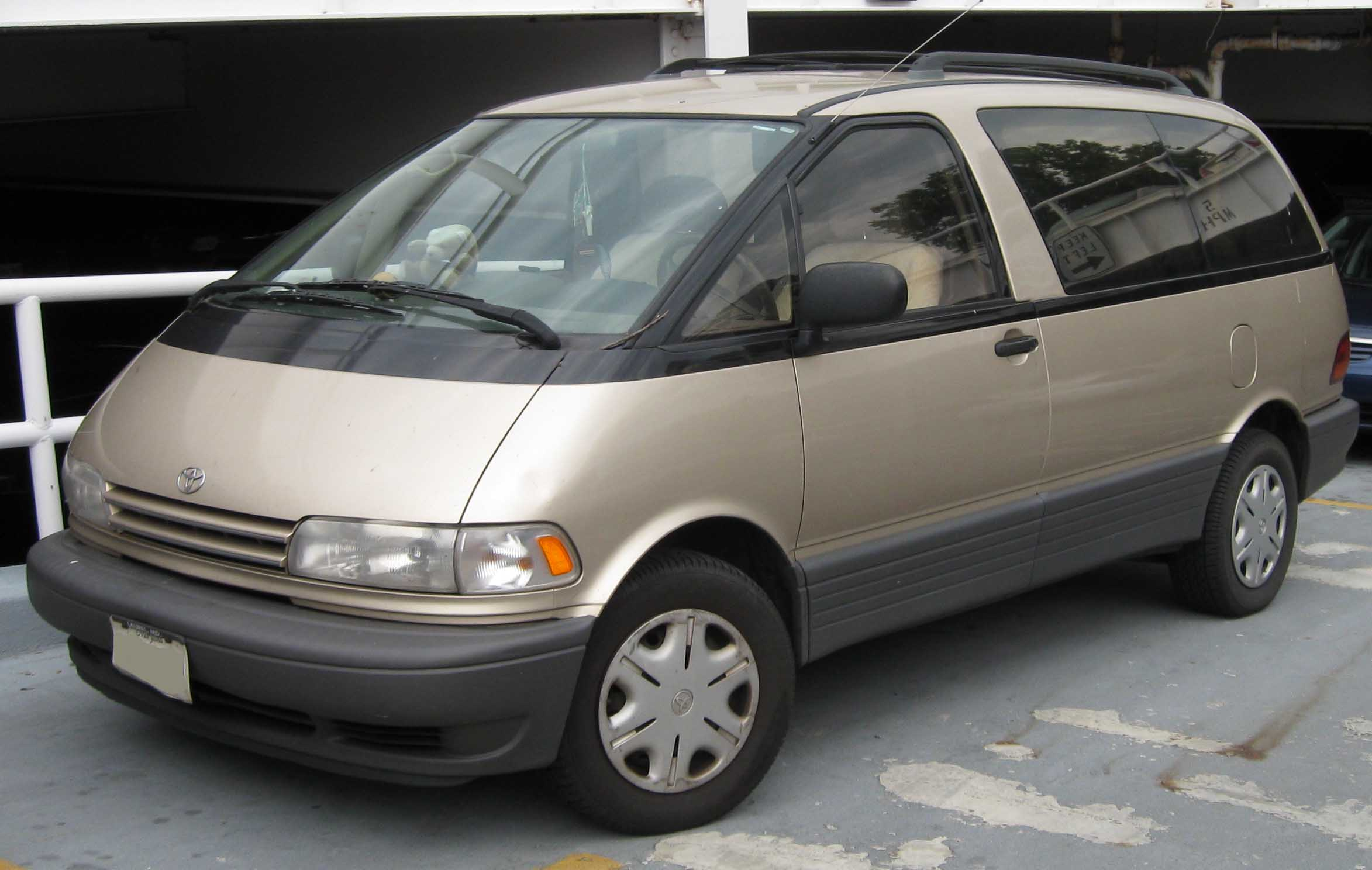
Pierwsza generacja

Model Previa został wprowadzony do produkcji w 1990 roku. Posiadał czworo drzwi, z przodu dla kierowcy i pasażera, przesuwane (jedne) z boku i duże (klapa) z tyłu. Wyposażony w 4-cylindrowy silnik benzynowy usytuowany pod przednimi fotelami. Dostępne były dwie wersje z napędem na tylne i na cztery koła (zwane All-Trac), zasilane 134 konnym silnikiem 2,4-litra z wtryskiem paliwa. Wyposażony w 4-stopniową automatyczną lub 5-stopniową ręczną skrzynię biegów. Była też odmiana 2.4 S/C (Super Charger), która dysponowała 150 końmi z napędem na tylną oś lub na obie osie. Model ten posiadał siedem lub osiem miejsc, z trzema konfiguracjami siedzeń.
Previa pierwszej generacji charakteryzowała się następującymi parametrami: 4750 mm długości, 1803 mm szerokości. W Japonii były produkowane dwie mniejsze wersje, Toyota Estima Lucida i Toyota Estima Emina, które były o około 110 mm węższe i 70 mm krótsze niż standardowy model. Powodem tej różnicy jest japoński system podatków od pojazdów oparty na wymiarach samochodu. Estima Emina i Estima Lucida były dostępne również z silnikiem diesla 2,2 litra (popularne w UK).

### 2000 – Druga generacja

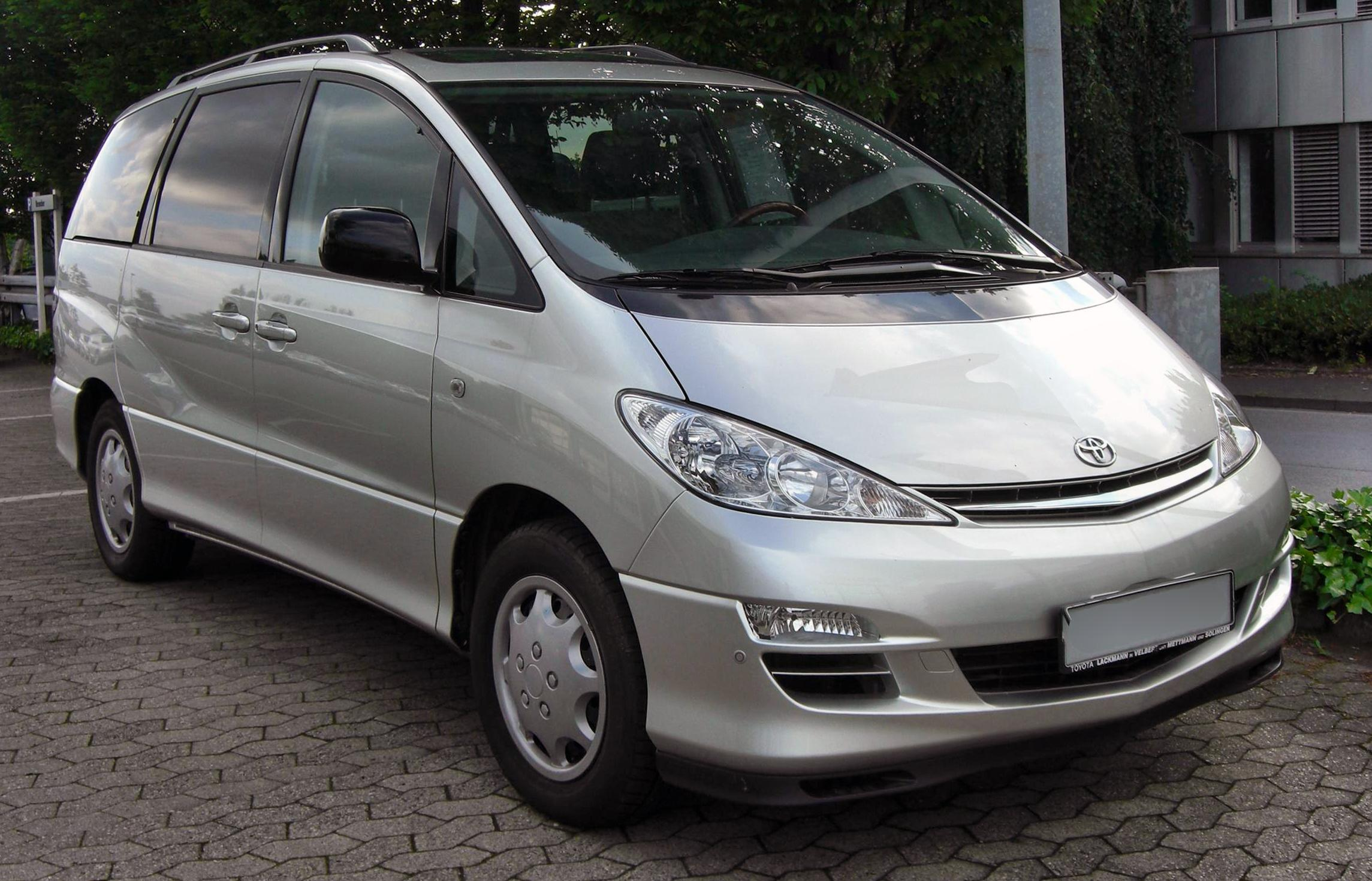
Druga generacja

Previa drugiej generacji posiadała zwiększony rozstaw kół (2900 mm) i była zarówno węższa (1790 mm) i krótsza (4750 mm) niż jej poprzedniczka. Była już produkowana z podwójnymi przesuwanymi drzwiami dla pasażerów na tylnych siedzeniach. Posiadała również wersje dla sześciu, siedmiu i ośmiu pasażerów. Była sprzedawana pod nazwą Estima w Japonii oraz Tarago w Australii.
Modele sprzedawane w Europie były dostępne z 4-cylindrowymi silnikami benzynowymi oraz Diesla. Silnik Diesla 2,0 litra i mocy 116 KM oraz silnik benzynowy  2,4 litra o mocy 156 KM. Oba silniki wyposażono standardowo w 5-stopniową ręczną skrzynię biegów, a 4-stopniowa automatyczna skrzynia biegów dostępna była jako opcja dodatkowa do silnika benzynowego. W Japonii dostępne były również silnik o pojemności 3,0 litra V6 oraz wersja Hybrid Synergy Drive – pierwszej generacji.
Australijski model był dostępny tylko z silnikiem benzynowym o pojemności 2,4 litra i 4-stopniową automatyczną skrzynią biegów.

### 2006 – Trzecia generacja
Trzecia generacja wprowadzona do produkcji w 2006 roku w Japonii i Australii jako Estima (Jap.), Tarago (Aus.) oraz Previa w pozostałych krajach. Tak jak poprzednia wersja na rynku australijskim Tarago początkowo wyposażono w silnik 2,4 litra, a od lutego 2007 roku w 3,5 litrowy silnik benzynowy V6 o mocy 271 KM. Na innych rynkach w Hongkongu i na Tajwanie modele z tym silnikiem dostępne były od stycznia 2007 roku. Previa nie weszła na rynek Ameryki Północnej, gdzie w tym segmencie oferowana jest Toyota Sienna. Model ten nie był sprzedawany na rynku europejskim. Samochód przeszedł facelifting w 2009 i ponownie w 2016 roku. Produkcję zakończono w październiku 2019, następcą została Toyota Granvia.
Model Estima Hybrid drugiej generacji, obecnie dostępny tylko w Japonii i Hongkongu, używa mechanizmu napędowego bardzo podobnego do tego stosowanego w Lexusie RX 400h, z 3 silnikami elektrycznymi – 2 dla kół przednich (HSD) i jednego dla kół tylnych.